# جلاب العسل
جلاب العسل هو عبارة عن حلوى تشبه في شكلها إلى حد كبير شكل القرطاس ومن أعلى يوجد نصف دائرة من نفس مادة الحلوى تغلق شكل القرطاس وتأكل جميع أجزائها ويتم حفظها في مكان بارد.

## التاريخ
تعتبر صناعة الجلاب من الصناعات القديمة في محافظة قنا، وتشتهر بها قرية القناوية، وتجد بائعى الجلاب منتشرين في الأسواق والقطارات والميادين العامة ومواقف السيارات يحملون مقاطف مصنوعة من الجريد وبداخلها الجلاب يرددون عبارات لجذب ذبائنهم من المارة، وهناك منهم من يسمونها كوز الجلاب.

## التصنيع
يتم تصنيع الجلاب من خلال تجميع العسل الأسود الخام داخل جدول وهو مكان يتم تشوين وتخزين العسل فيه، ثم يوضع في إناء معين مخصص لصناعة الجلاب يسمى “ النحاسة”  وتوضع تحتها شعلة كبيرة ساخنة جدا ويضاف عليه بعض الكروبونات ليكن أكثر تماسكا ويتم وضع الخليط في قوالب ذات الشكل المخروطى مثل “قرطاس الأيس كريم” مصنوعة من الفخار وتوضع في الهواء الطلق في مكان آمن ونظيف لمدة دقائق قليلة حتى تبرد ويتحول لونها لدرجة قريبة من الأصفر وبعد ذلك يتم تفريغ الجلاب من القوالب ويتم فردها على حصير خوص نظيف ويتم وضعها في مقطف وبيعها للجمهور.